# Music to Be Murdered By
Music to Be Murdered By – jedenasty studyjny album amerykańskiego rapera Eminema. Został wydany 17 stycznia 2020 roku przez wytwórnie płytowe Aftermath, Shady Records oraz Interscope. Podobnie jak poprzedni album  Kamikaze ukazał się bez wcześniejszej zapowiedzi. Artysta zadedykował album zmarłemu w grudniu 2019 roku Juice Wrld oraz swojemu ochroniarzowi CeeAaqilowi Barnesowi. Wydawnictwo promowały trzy single „Darkness”, „Godzilla” oraz dla wersji deluxe „Gnat”.
Krążek zadebiutował na pierwszym miejscu notowania Billboard 200 za sprzedaż 279 000 kopii w ciągu tygodnia od premiery. Eminem stał się pierwszym artystą, którego dziesięć kolejnych albumów zadebiutowało na pierwszym miejscu w USA i jednym z sześciu artystów, którzy wydali co najmniej dziesięć albumów numer jeden w Stanach Zjednoczonych. W Polsce krążek osiągnął 5 pozycję w notowaniu OLiS i uzyskał certyfikat platynowej płyty.

## Tracklista
| Nr  | Tytuł utworu                                                     | Autor | Producent                                                   | Długość |
| --- | ---------------------------------------------------------------- | --- | ----------------------------------------------------------- | ------- |
| 1.  | „Premonition (Intro)”                                            | Marshall Mathers · Andre Young · Dawaun Parker · Jeff Alexander · Luis Resto · Mark Batson · Nikki Grier                                                 | Eminem · Dr. Dre · Dawaun Parker · Luis Resto · Mark Batson | 2:53    |
| 2.  | „Unaccommodating (gość. Young M.A.)”                             | Mathers · Katorah Marrero · Resto · Tim Suby | Eminem · Tim Suby                                           | 3:36    |
| 3.  | „You Gon' Learn (gość. Royce da 5'9" & White Gold)”              | Mathers · Ryan Montgomery · Resto · Bobby Yewah · Carol Connors · David Shire                                                                            | Royce da 5'9" · Eminem · Resto                              | 3:54    |
| 4.  | „Alfred (Interludium)”                                           | Andre Brissett · Young · Parker · Jeff Alexander | Brissett · Parker · Dr. Dre                                 | 0:30    |
| 5.  | „Those Kinda Nights (gość. Ed Sheeran)”                          | Mathers · Edward Sheeran · David Doman · Fred Gibson · Resto · A. Byrne                                                                                  | Eminem · Fred Gibson · D.A. Doman                           | 2:57    |
| 6.  | „In To Deep”                                                     | Mathers · Suby · Resto · O. Chanin · Sylvester Jordan | Eminem · Suby                                               | 3:14    |
| 7.  | „Godzilla (gość. Juice Wrld)”                                    | Mathers · Jarad Higgins · D.A. Doman · Resto · A. Villasana                                                                                              | Eminem · D.A. Doman                                         | 3:30    |
| 8.  | „Darkness”                                                       | Mathers · Resto · Paul Simon · Montgomery | Eminem · Resto · Montgomery                                 | 5:37    |
| 9.  | „Leaving Heaven (gość. Skylar Grey)”                             | Mathers · Holly Hafermann · E. Taylor | Eminem · Skylar Grey                                        | 4:25    |
| 10. | „Yah Yah (gość.Royce da 5'9", Black Thought, Q-Tip & Kon Artis)” | Mathers · Montgomery · Porter ·Tariq Trotter · Trevor Smith · Andre Weston · Charles Bobbit · Fred Wesley · Galt MacDermot · James Brown · William Hines | Eminem · Denaun Porter                                      | 4:46    |
| 11. | „Stepdad (Intro)”                                                | Andre Young | Dr. Dre                                                     | 0:15    |
| 12. | „Stepdad”                                                        | Mathers · Resto · Daniel Maman · Carlos Cutaia · Black Amaya · Alberto Spinetta                                                                          | Eminem · Resto · The Alchemist                              | 3:33    |
| 13. | „Marsh”                                                          | Mathers · Resto | Eminem · Resto                                              | 3:20    |
| 14. | „Never Love Again”                                               | Mathers · Young · Dwayne Abernathy Jr. · Parker · Trevor Lawrence Jr. · Resto                                                                            | Dem Jointz · Dr. Dre · Eminem · Trevor Lawrence Jr.         | 2:57    |
| 15. | „Little Engine”                                                  | Mathers · Young · Parker · Erik Griggs · Jeff Alexander · Lawrence Jr.                                                                                   | Dr. Dre · Griggs · Lawrence Jr.                             | 2:57    |
| 16. | „Lock It Up (gość. Anderson .Paak)”                              | Mathers · Young · Brandon Anderson · Abernathy · Parker · Griggs · Lawrence Jr.                                                                          | Dem Jointz · Dr. Dre · Griggs · Lawrence Jr.                | 2:50    |
| 17. | „Farewell”                                                       | Mathers · Craig Marsh · Dave Kelly · Resto · Ricky Harrell Jr.                                                                                           | Eminem · Ricky Racks                                        | 4:07    |
| 18. | „No Regrets (gość. Don Toliver)”                                 | Mathers · Caleb Toliver ·Doman · A. Olofsson · Kostov, J. Thomas                                                                                         | Eminem · D.A. Doman                                         | 3:20    |
| 19. | „I Will (gość. Royce da 5'9, KXNG Crooked & Joell Ortiz)”        | Mathers · Dominick Wickliffe · Joell Ortiz · Montgomery · Resto                                                                                          | Eminem · Resto                                              | 5:02    |
| 20. | „Alfred (Outro)”                                                 | Brissett · Young · Parker · Alexander | Brissett · Parker · Dr. Dre                                 | 0:39    |
|     |                                                                  | |                                                             | 1:04:22 |

## Music to Be Murdered By – Side B
18 grudnia 2020 roku Eminem wydał wersję deluxe albumu nazwaną Music to Be Murdered By – Side B. Tak samo jak przy dwóch poprzednich albumach, ten również został wydany bez wcześniejszej zapowiedzi. Wersja zawiera szesnaście utworów i gościnne występy Skylar Grey, DJ Premier, Ty Dolla Sign, Dr. Dre, Sly Pyper, MAJ i White Gold. Tego samego dnia został wydany teledysk do utworu „Gnat”, który wyreżyserował Cole Bennett.
W tydzień po wydaniu wersji deluxe, sprzedaż albumu wzrosła o 1125% i powrócił on na trzecie miejsce notowania Billboard 200.

## Tracklista
| Nr  | Tytuł utworu                               | Autor | Producent                                                          | Długość |
| --- | ------------------------------------------ | --- | ------------------------------------------------------------------ | ------- |
| 1.  | „Alfred (Intro)”                           | Marshall Mathers · Luis Resto · Jeff Alexander | Eminem                                                             | 0:17    |
| 2.  | „Black Magic” (gość. Skylar Grey)          | Mathers · Hafermann · Taylor · Resto · Jayson DeZuzio | Skylar Grey · Jayson DeZuzio · Eminem                              | 2:54    |
| 3.  | „Alfred's Theme”                           | Mathers · Resto · Charles-Francis Gounod | Eminem                                                             | 5:39    |
| 4.  | „Tone Deaf”                                | Mathers · Resto | Eminem · Resto                                                     | 4:49    |
| 5.  | „Book of Rhymes” (gość. DJ Premier)        | Mathers · Christopher Martin · Ray Fraser · Resto · Ronald Spence Jr. · Marrero · Matthew Jacobson · Nayvadius Wilburn · Jacob Canady · Nasir Jones · Peter Phillips | Eminem · IllaDaProducer · Resto                                    | 4:49    |
| 6.  | „Favorite Bitch” (gość. Ty Dolla Sign)     | Mathers · Tyrone Griffin Jr. · Sly Jordan · Resto · Byron Perry · MJ Nichols                                                                                         | Blacknailz · MJ Nichols · Eminem                                   | 3:56    |
| 7.  | „Guns Blazing” (gość. Dr. Dre i Sly Pyper) | Mathers · Young · Jordan · Resto · Jeremy Zumo Kollie · Jason Pounds · V. Smith                                                                                      | J.LBS · Eminem                                                     | 3:16    |
| 8.  | „Gnat”                                     | Mathers · Doman · Anders Olofsson · Ezemdi Chikwendu · D. Levin · K. Mars                                                                                            | D.A. Doman                                                         | 3:44    |
| 9.  | „Higher”                                   | Mathers · Resto · Jordan · Mike Strange · Brissett | Eminem                                                             | 3:42    |
| 10. | „These Demons” (gość. MAJ)                 | Mathers · James Hudson Jr.Yewah · Doman · William Coleman · Shiv Barot · Pat Rosario · Levin · M. Benzinger                                                          | Eminem · D.A. Doman · Mike Zombie · The Loud Pack                  | 3:27    |
| 11. | „Key (Skit)”                               | Mathers · Resto | Eminem                                                             | 0:57    |
| 12. | „She Loves Me”                             | Mathers · Jordan · Young • Bernard Edwards Jr. · Griggs · Lawrence                                                                                                   | Dr. Dre · Focus... · Blu2th · Lawrence · Eminem                    | 3:24    |
| 13. | „Killer”                                   | Mathers · Doman · Chikwendu | D.A. Doman                                                         | 3:15    |
| 14. | „Zeus” (gość. White Gold)                  | Mathers · Yewah · Tyler Williams · Luca Mauti | T-Minus · Eminem · Luca Mauti                                      | 3:50    |
| 15. | „Thus Far (Interludium)”                   | Mathers · Resto · Alexander | Eminem                                                             | 0:16    |
| 16. | „Discombobulated”                          | Mathers · Young · Larry Griffin Jr. · Batson · Parker · Nichols · Lawrence · Frano Huett                                                                             | Dr. Dre · S1 · Batson · Parker · Lonestarrmuzik · Lawrence · franO | 4:12    |
|     |                                            | |                                                                    | 52:27   |

## Certyfikaty
| Lista przebojów (2020)              | Najwyższa pozycja |
| ----------------------------------- | ----------------- |
| Australia (ARIA Charts)             | 1                 |
| Austria (Ö3 Austria Top 40)         | 1                 |
| Belgia (Ultratop Flandria)          | 1                 |
| Belgia (Ultratop Walonia)           | 5                 |
| Czechy (ČNS IFPI)                   | 1                 |
| Dania (Album Top-40)                | 1                 |
| Finlandia (Suomen virallinen lista) | 1                 |
| Francja (SNEP)                      | 4                 |
| Hiszpania (PROMUSICAE)              | 14                |
| Holandia (MegaCharts)               | 1                 |
| Irlandia (IRMA)                     | 1                 |
| Japonia (Oricon)                    | 38                |
| Kanada (Billboard Canadian Albums)  | 1                 |
| Korea Południowa (Gaon Chart)       | 52                |
| Litwa (AGATA)                       | 1                 |
| Niemcy (Media Control Charts)       | 2                 |
| Norwegia (VG-Lista)                 | 1                 |
| Nowa Zelandia (Recorded Music NZ)   | 1                 |
| Polska (OLiS)                       | 5                 |
| Portugalia (AFP)                    | 2                 |
| Stany Zjednoczone (Billboard 200)   | 1                 |
| Szwajcaria (Alben Top 100)          | 1                 |
| Szwecja (Sverigetopplistan)         | 2                 |
| Węgry (MAHASZ)                      | 15                |
| Wielka Brytania (OCC)               | 1                 |
| Włochy (FIMI)                       | 4                 |

| Kraj                     | Certyfikat      | Sprzedaż |
| ------------------------ | --------------- | -------- |
| Dania (IFPI)             | złota płyta     | 10 000+  |
| Kanada (Music Canada)    | platynowa płyta | 80 000+  |
| Nowa Zelandia (RMNZ)     | złota płyta     | 7 500+   |
| Polska (ZPAV)            | platynowa płyta | 20 000+  |
| Stany Zjednoczone (RIAA) | złota płyta     | 500 000+ |
| Wielka Brytania (BPI)    | złota płyta     | 100 000+ |